# 李绍玉
李绍玉（1968年12月—），重庆人，苗族，无党派人士。中华人民共和国政治人物、第十三届全国人民代表大会重庆市代表。

## 生平
2018年，李绍玉被选为重庆市出席第十三届全国人民代表大会代表。